# 菅刈公園

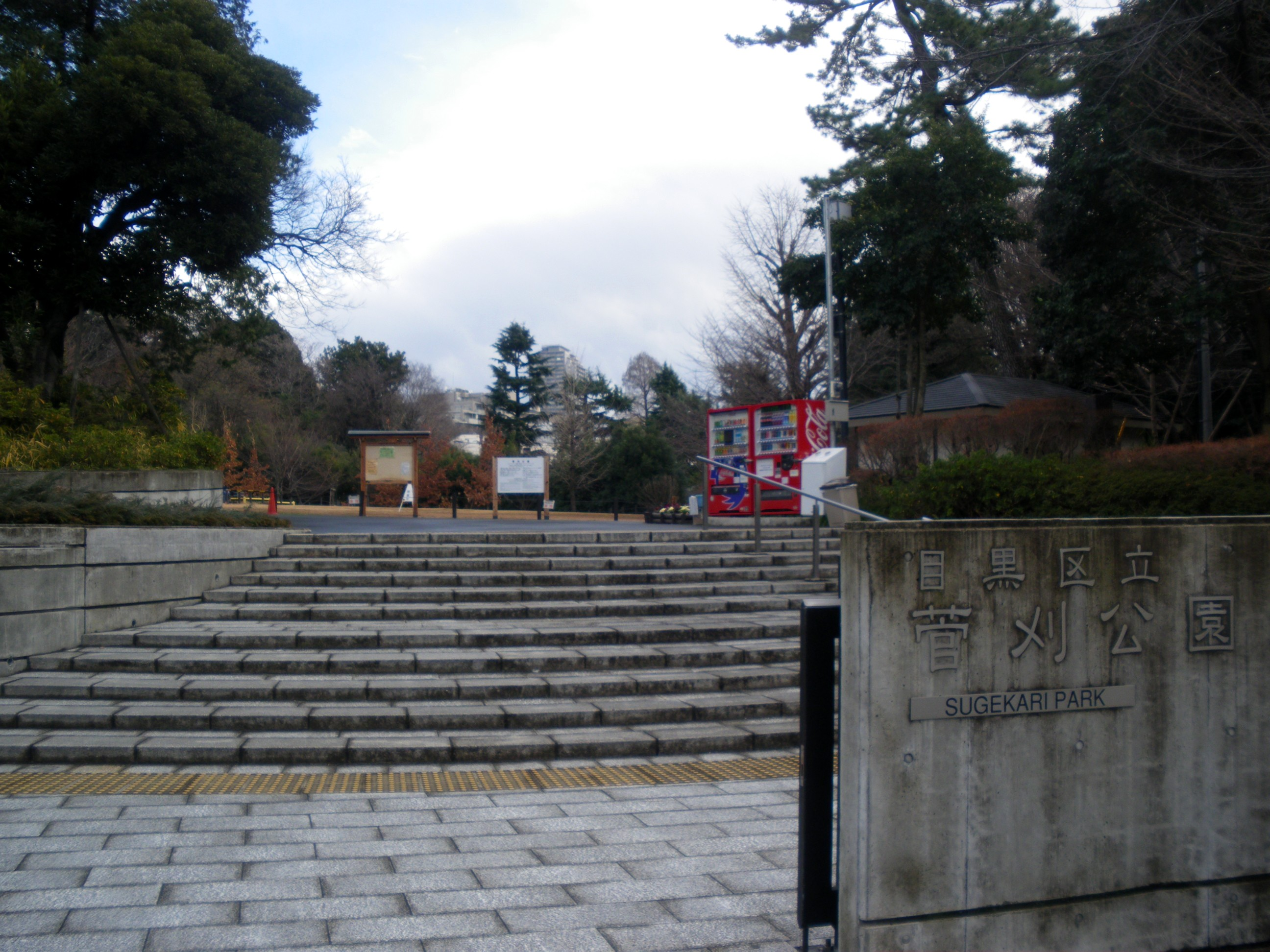
菅刈公園入口

菅刈公園（すげかりこうえん）は、東京都目黒区青葉台にある目黒区立の公園である。周辺住民の憩いの場として知られる。

## 歴史
当地一帯は江戸時代は豊後国岡藩藩主・中川氏の下屋敷であったところであり、特に当家の回遊式庭園は名所として当時の地誌にも載っており知られていた。その後明治時代になって西郷隆盛の実弟・西郷従道が兄隆盛の再起を願って当地付近を購入した。しかし、西南戦争により隆盛が他界したためそれが実現されず、当地は従道自身の別邸として利用されることになった。当地にはフランス人レスカスの設計による洋館と書院造りの和館が並んでいた。その後西郷家は1941年に渋谷に移転し当時の国鉄の手に渡った。
また第二次世界大戦による空襲により和館が焼失するなど次第に西郷邸があったころの面影は薄くなっていった。なお残された洋館は1963年に愛知県犬山市にある明治村に移築され、現在は国の重要文化財に指定されている。その後、邸宅跡地の東側にあたる台地の部分が公園として整備され、当地付近の通称であった「西郷山」（西郷従道にちなんでいる）の名を付した西郷山公園として1981年5月28日に開園している。
菅刈公園のあった場所は戦後しばらく、国鉄職員の宿舎などとして使用されていたが、1997年に目黒区が土地を取得、公園として整備され2001年3月31日に開園した。当公園付近は、江戸時代の回遊式庭園があったところで、公園整備の際の調査で、その遺構が良好に保存されていたことから、公園の一部を当時の回遊式庭園を復元する形で整備された。

## 主な施設
- 復元庭園
- 芝生広場
- 池
- 和館（展示室や地域住民の集いに使える和室などがある）
- 明治天皇行幸記念碑

面積:20,049m2
また近接して、西郷山公園がある。

## アクセスなど
- アクセス
  - 東急田園都市線池尻大橋駅または東急東横線代官山駅または東急東横線・東京メトロ中目黒駅より徒歩15分。
  - 渋谷駅より東急トランセの代官山循環線で、「青葉台2丁目」下車すぐ。
  - 東急バスの「菅刈小学校」より徒歩5分。
- 開園時間:午前6時から午後9時まで。和館と日本庭園部分の利用は午前9時から午後4時まで。（和館の日本庭園の部分は火曜日は定休。火曜が休日の場合は翌水曜日が休み）
- 駐車場:なし
- 料金:入園無料（ただし、和館の和室の利用は有料で、要予約[1]）